# کابو د ارنوس
کابو د ارنوس (به اسپانیایی: Cabo de Hornos) یک شهرستان در شیلی است که در استان جنوبگان شیلی واقع شده‌است. کابو د ارنوس ۱۵٬۸۵۳٫۷ کیلومتر مربع مساحت و ۱٬۶۷۷ نفر جمعیت دارد و ۳۹ متر بالاتر از سطح دریا واقع شده‌است.